# 9 august
ianuarie • februarie • martie  • aprilie  • mai  • iunie  • iulie  • august  • septembrie  • octombrie  • noiembrie  • decembrie
9 august este a 221-a zi a calendarului gregorian și a 222-a zi în anii bisecți. Mai sunt 144 de zile până la sfârșitul anului.

## Evenimente

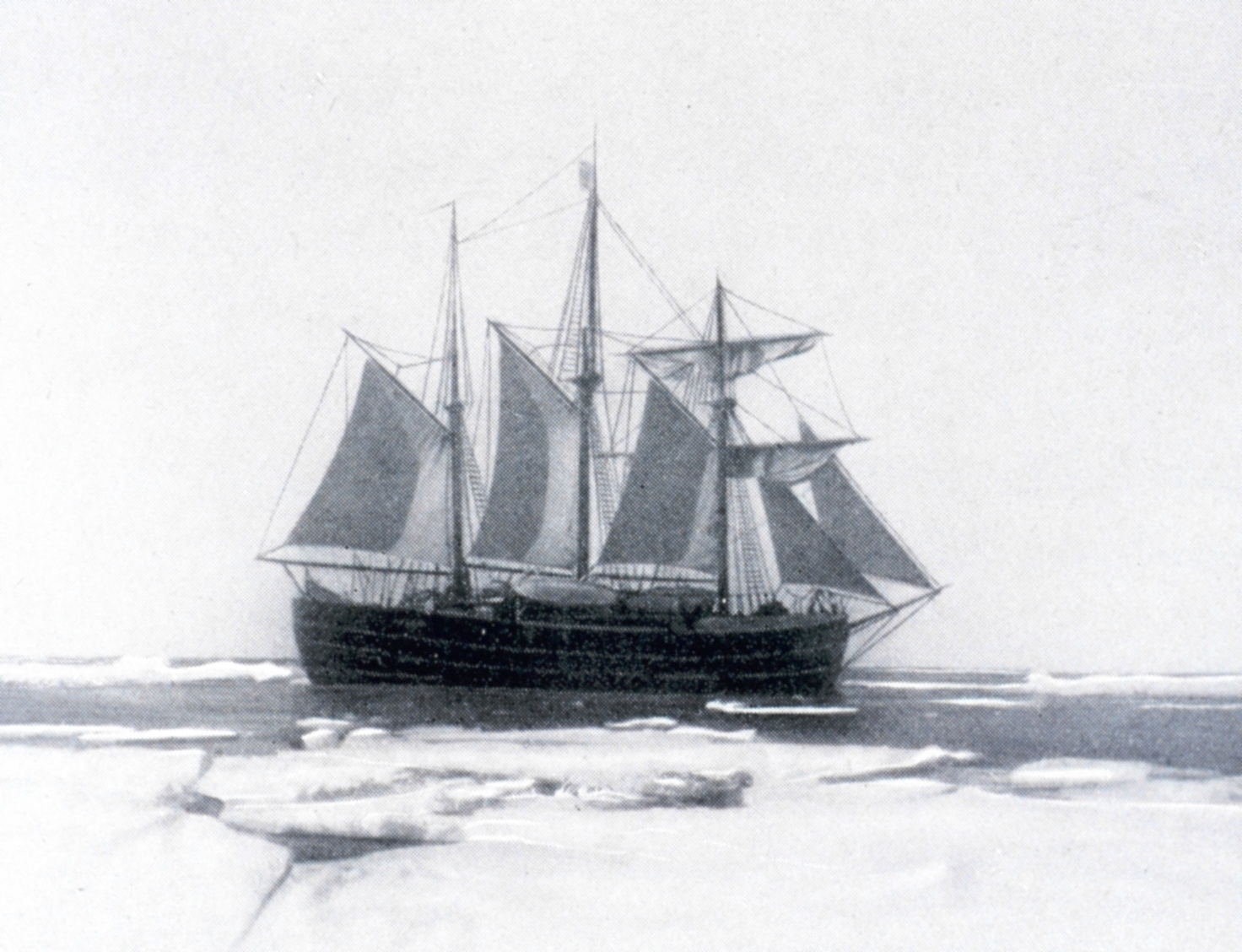
1910: Nava polară Fram părăsește capitala norvegiană Kristiania în direcția Golfului Balenelor, Roald Amundsen își începe expediția la Polul Sud, care este încă ținută secretă pentru public.

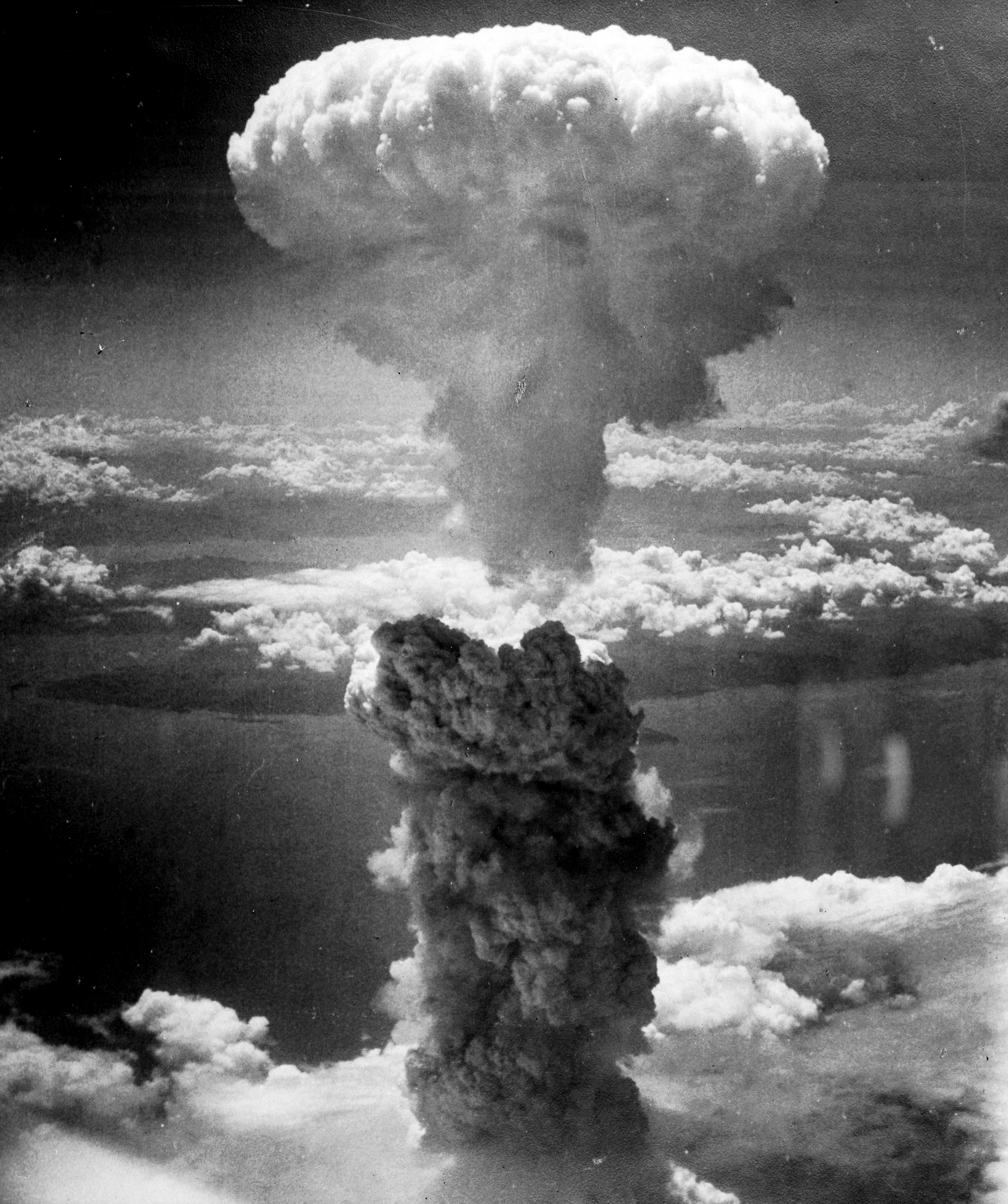
1945: Norul ciupercă provocat de explozia aruncării celei de-a doua bombe atomice deasupra orașului Nagasaki. 39.000 de persoane au fost ucise.

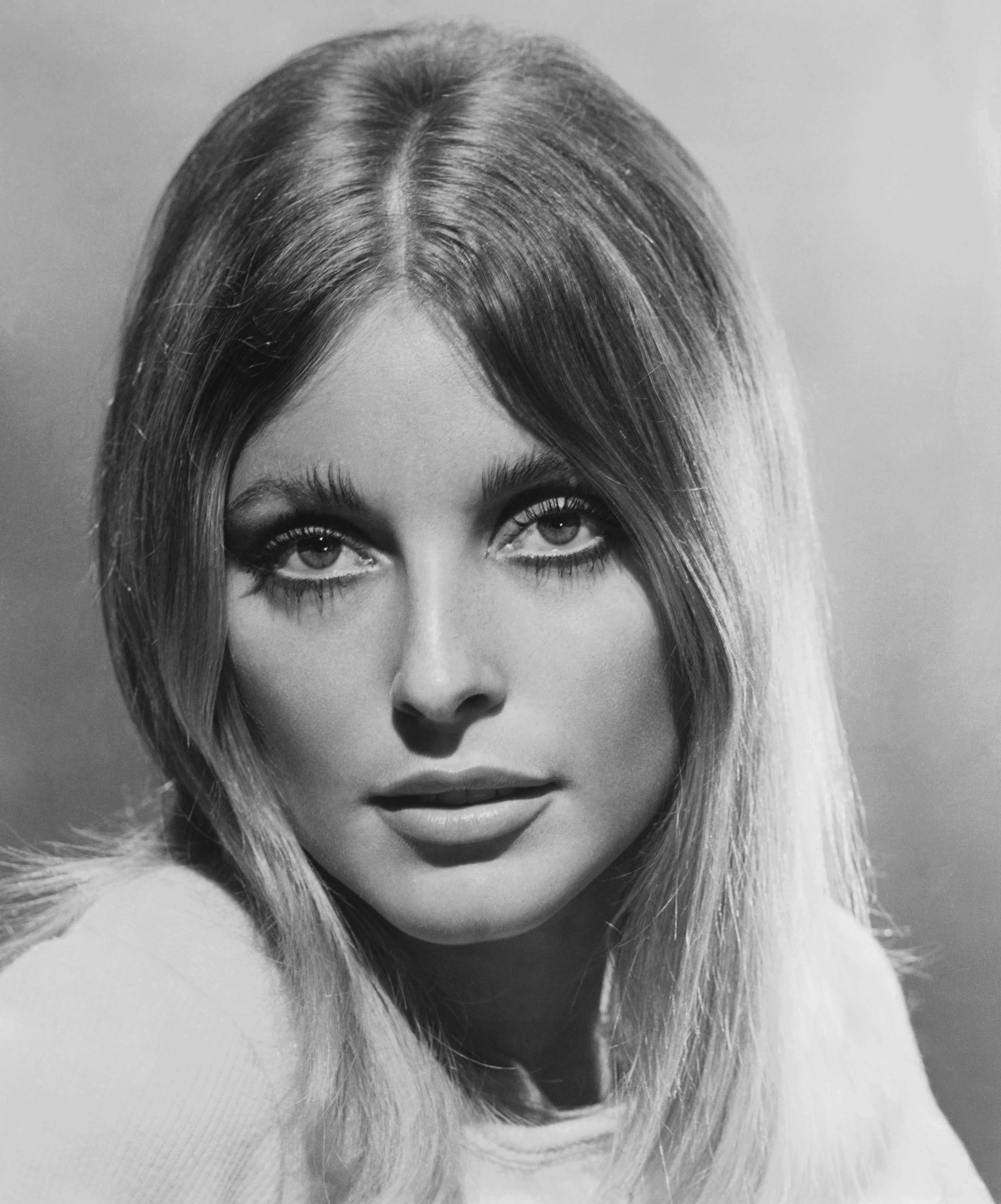
1969: Soția regizorului polonez Roman Polanski, actrița americană Sharon Tate, însărcinată în opt luni și jumătate, este ucisă în casa ei.

- 48 î.Hr.: Iulius Cezar, în fruntea Populares, l-a învins pe Pompei și pe Optimates în bătălia de la Pharsalus, întărindu-și controlul asupra Republicii Romane.[1]
- 0378: Bătălia de la Adrianopol. Armata romană a fost înfrântă de vizigoți. Împăratul Valens este ucis împreună cu peste jumătate din armata sa. Prima afirmare a cavaleriei pe câmpul de luptă.
- 1173: A început construcția unei clopotnițe care avea să devină Turnul înclinat din Pisa; va dura două secole pentru a fi finalizată.
- 1483: Deschiderea Capelei Sixtine din Roma, cu celebrarea unei Liturghii.
- 1500: Războiul Otoman-Venețian (1499-1503): Otomanii capturează Methoni, Messenia.
- 1792: Francisc al II-lea este încoronat rege al Boemiei.
- 1803: Inventatorul american, Robert Fulton, a testat o barcă cu aburi experimental, pe fluviul Sena, la Paris. Barca, cu o lungime de 20,1 m, lățime de 2,4 m și o viteză între 4,8 și 6,4 km/h, s-a scufundat. Napoleon Bonaparte nu crede că motorul cu aburi are un viitor.
- 1810: Napoleon anexează Westfalia ca parte a Primului Imperiu Francez.
- 1830: Louis Philippe devine regele francezilor în urma abdicării regelui Carol al X-lea.
- 1842: Se semnează Tratatul Webster–Ashburton, care stabilește granița dintre Statele Unite și Canada la est de Munții Stâncoși.
- 1892: Thomas Edison primește un brevet pentru un telegraf bidirecțional.
- 1896: Pionierul aviației Otto Lilienthal se prăbușește în timpul unui zbor la Stölln am Gollenberg din Havelland și moare a doua zi din cauza rănilor sale.
- 1897: Primul Congres Internațional al Matematicienilor are loc la Zürich, Elveția.[2]
- 1902: Edward al VII-lea și Alexandra a Danemarcei au fost încoronați la Westminster Abbey ca rege și regină a Regatului Unit al Marii Britanii și Irlandei de Nord.[3]
- 1910: Nava polară Fram părăsește capitala norvegiană Kristiania în direcția Golfului Balenelor, Roald Amundsen își începe expediția la Polul Sud, care este încă ținută secretă pentru public.
- 1925: Are loc un jaf de tren la Kakori, lângă Lucknow, India, de către revoluționarii pentru independența Indiei, împotriva guvernului britanic.
- 1941: Întâlnirea Roosevelt - Churchill din Insulele Newfoundland. A fost adoptată Carta Atlanticului.
- 1942: Liderul indian Mahatma Gandhi este arestat în Bombay de forțele britanice.
- 1943: Dizidentul Franz Jägerstätter este executat la Brandenburg prin decapitare.
- 1945: Orașul japonez Nagasaki este devastat atunci când o bombă atomică, numită de americani Fat Man, este aruncată din B-29 Bockscar. 39.000 de persoane au fost ucise.

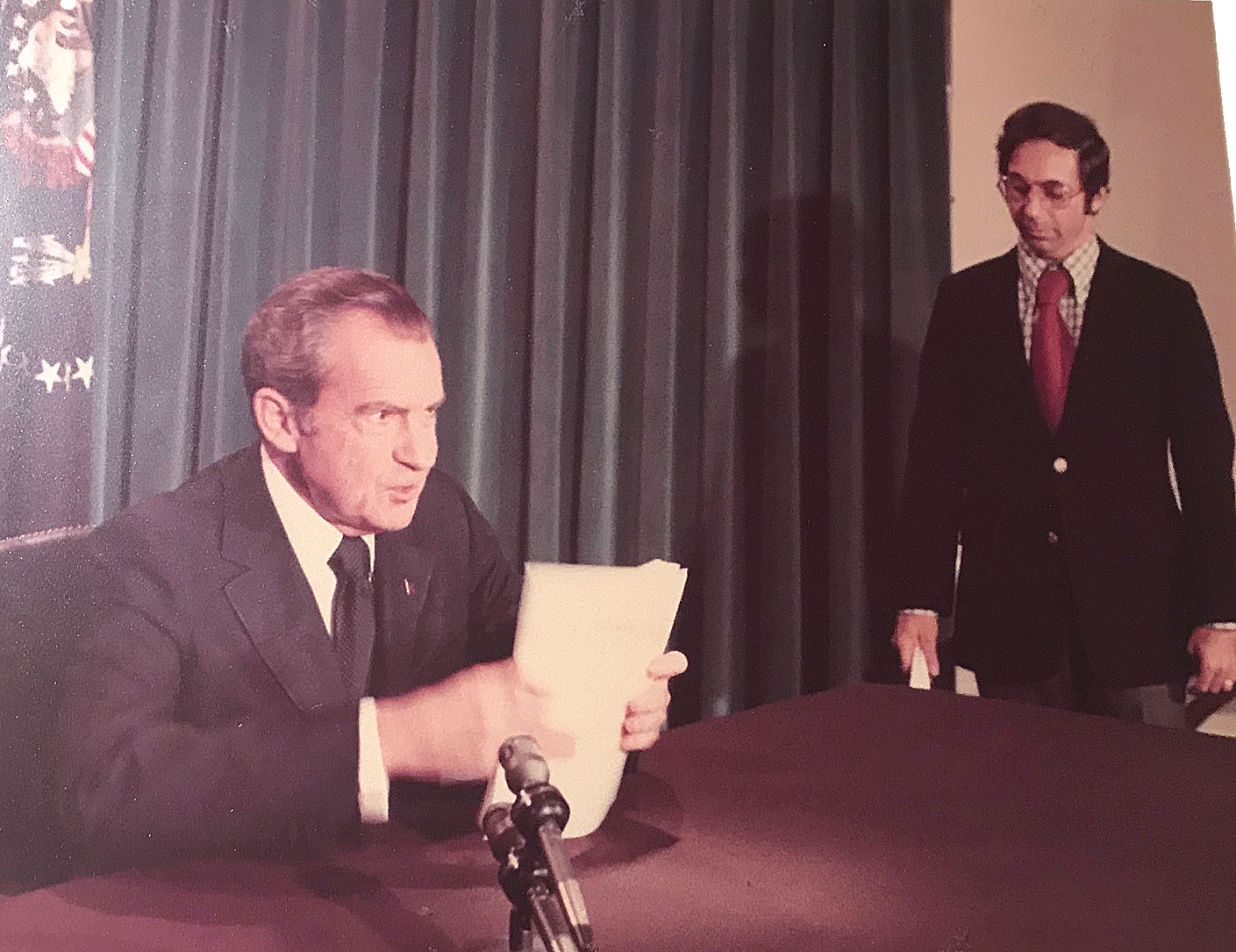
1974: În urma scandalului Watergate, președintele Richard Nixon părăsește Casa Albă.

- 1945: Armata Roșie invadează Manciuria ocupată de Japonia.
- 1965: Parlamentul Malaeziei votează secesiunea Singaporelui de această țară. Astfel, Singapore devine unicul stat din lume care și-a dobândit independența fără voia sa.
- 1969: Soția regizorului polonez Roman Polanski, actrița americană Sharon Tate, însărcinată în opt luni și jumătate este ucisă în casa ei de membrii familiei Manson, un cult. Împreună cu ea sunt uciși alți patru prieteni aflați în vizită.[4][5]
- 1970: Zborul LANSA 502 se prăbușește după decolare de pe Aeroportul Internațional Alejandro Velasco Astete din Cusco, Peru, ucigând 99 din cele 100 de persoane aflate la bord, precum și două persoane de la sol.[6]
- 1974: Richard Nixon demisionează din funcția de președinte al Statelor Unite în urma scandalului Watergate. Vicepreședintele Gerald Ford devine președinte.
- 1990: Anexarea Kuweitului de către Irak este declarată nulă și neavenită de către Consiliul de Securitate al ONU. Acesta solicită retragerea imediată a armatei irakiene din țară.
- 1991: Procurorul italian Antonino Scopelliti este ucis de 'Ndrangheta în numele mafiei siciliene, în timp ce pregătește pledoaria finală în procesul contra mafiei.
- 1993: Albert al II-lea jură credință pe Constituția belgiană devenind regele Belgiei.
- 1999: Președintele rus Boris Elțîn îl demite pe prim-ministrul său, Serghei Stepașin, și pentru a patra oară își demite întregul cabinet. Apoi îl numește pe Vladimir Putin în funcția de prim-ministru al Rusiei.
- 2020: Aleksandr Lukașenko câștigă al șaselea mandat de președinte al Belarusului cu un scor de 79,7%. Valul de nemulțumiri privind falsificarea alegerilor este reprimat brutal.

## Nașteri
- 1722: Prințul Augustus Wilhelm al Prusiei (d. 1758)
- 1776: Amedeo Avogadro, fizician italian (d. 1856)
- 1783: Marea Ducesă Alexandra Pavlovna a Rusiei (d. 1801)
- 1847: Maria Vittoria dal Pozzo, soția regelui Amadeo al Spaniei (d. 1876)
- 1850: Hermann Hariton Tiktin, lingvist evreu-român de origine germană (d. 1936)
- 1864: Crescenzo Buongiorno, compozitor italian (d. 1903)
- 1871: Leonid Andreev, scriitor rus (d. 1919)

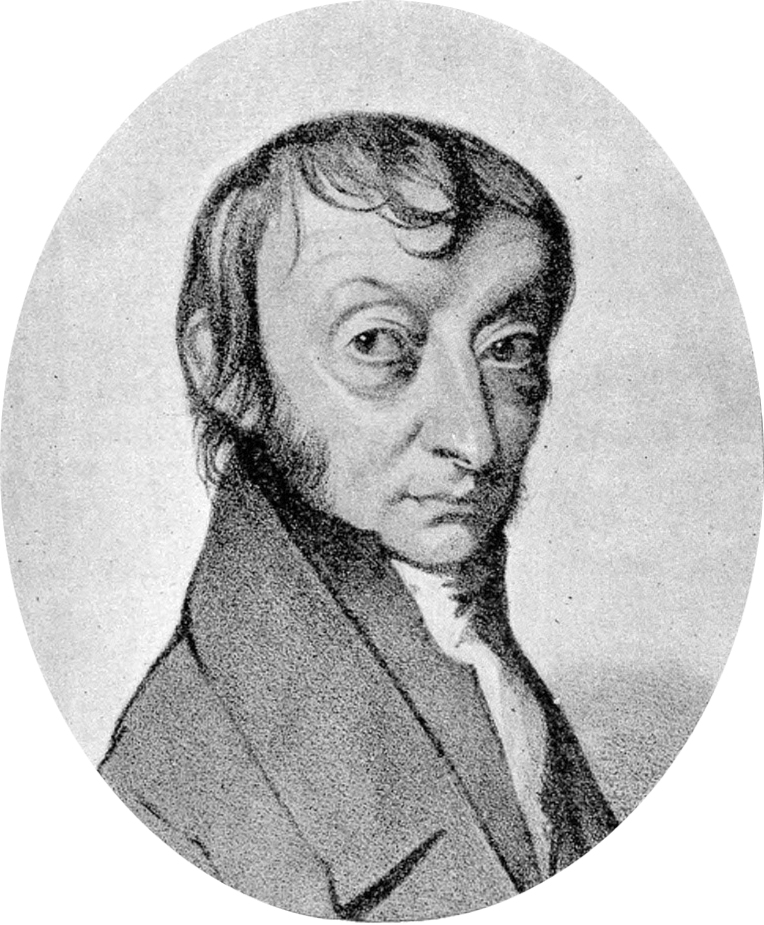
Amedeo Avogadro, fizician italian
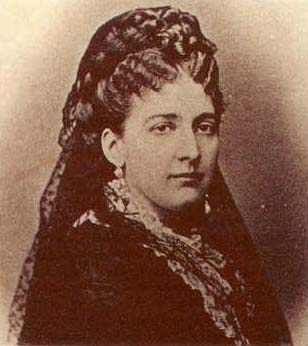
Maria Vittoria dal Pozzo, soția regelui Amadeo al Spaniei
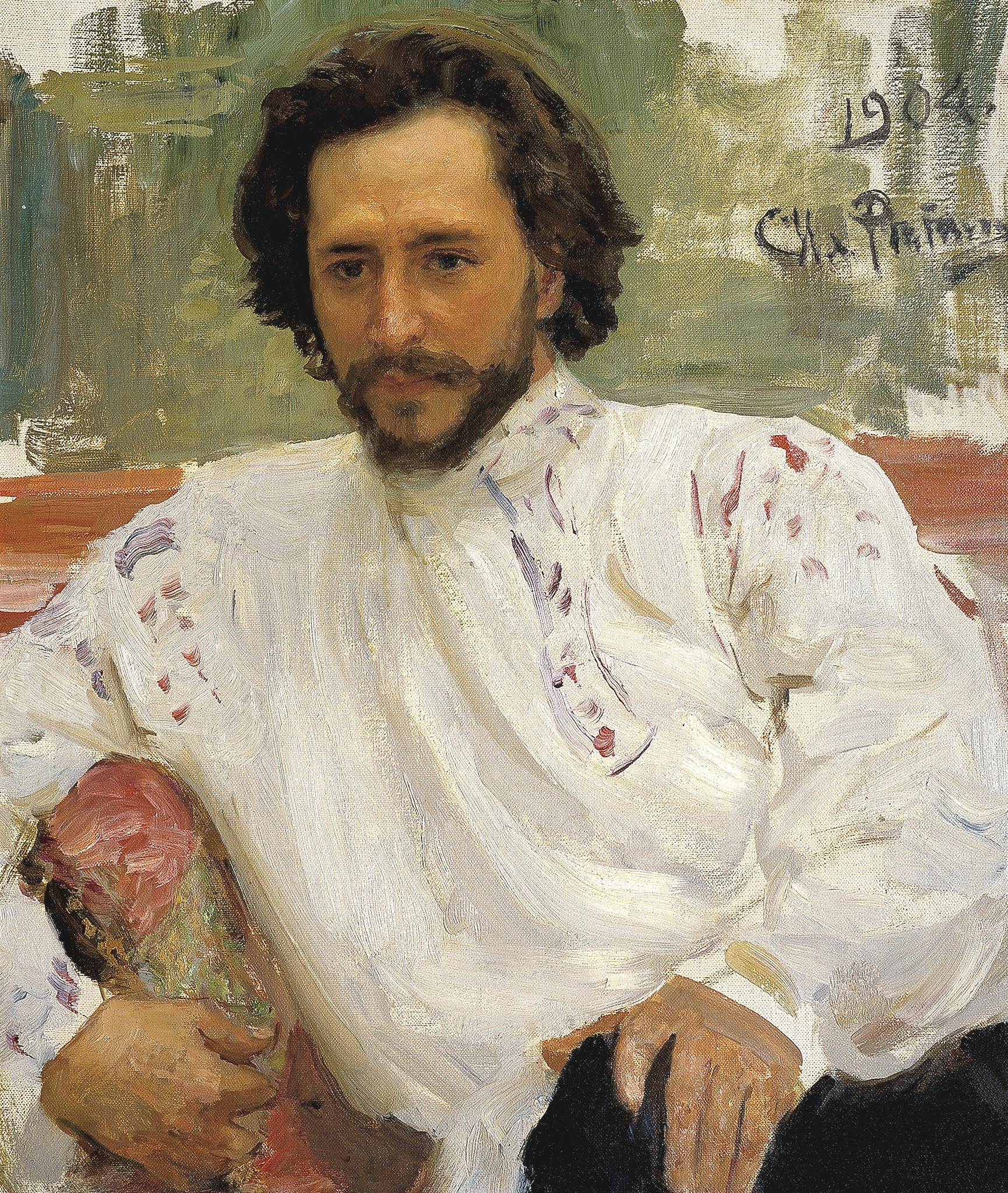
Leonid Andreev, scriitor rus

- 1872: Arhiducele Joseph August de Austria (d. 1962)
- 1896: Jean Piaget, filosof, sociolog și epistemolog elvețian (d. 1980)
- 1911: William Alfred Fowler, fizician american, laureat Nobel (d. 1995)
- 1914: Alexandru Mandy, compozitor român (d. 2005)
- 1916: Manea Mănescu, politician român (d. 2009)
- 1918: Robert Aldrich, regizor, scenarist și producător de film american (d. 1983)
- 1938: Rod Laver, fost jucător australian de tenis
- 1938: Otto Rehhagel, antrenor german de fotbal
- 1939: Romano Prodi, politician italian
- 1939: Paul Magheru, politician român
- 1948: Antonie Iorgovan, jurist și om politic român (d. 2007)
- 1953: Amanda Bearse, actriță americană

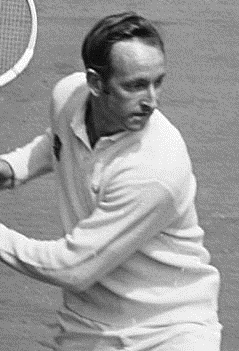
Rod Laver, jucător australian de tenis
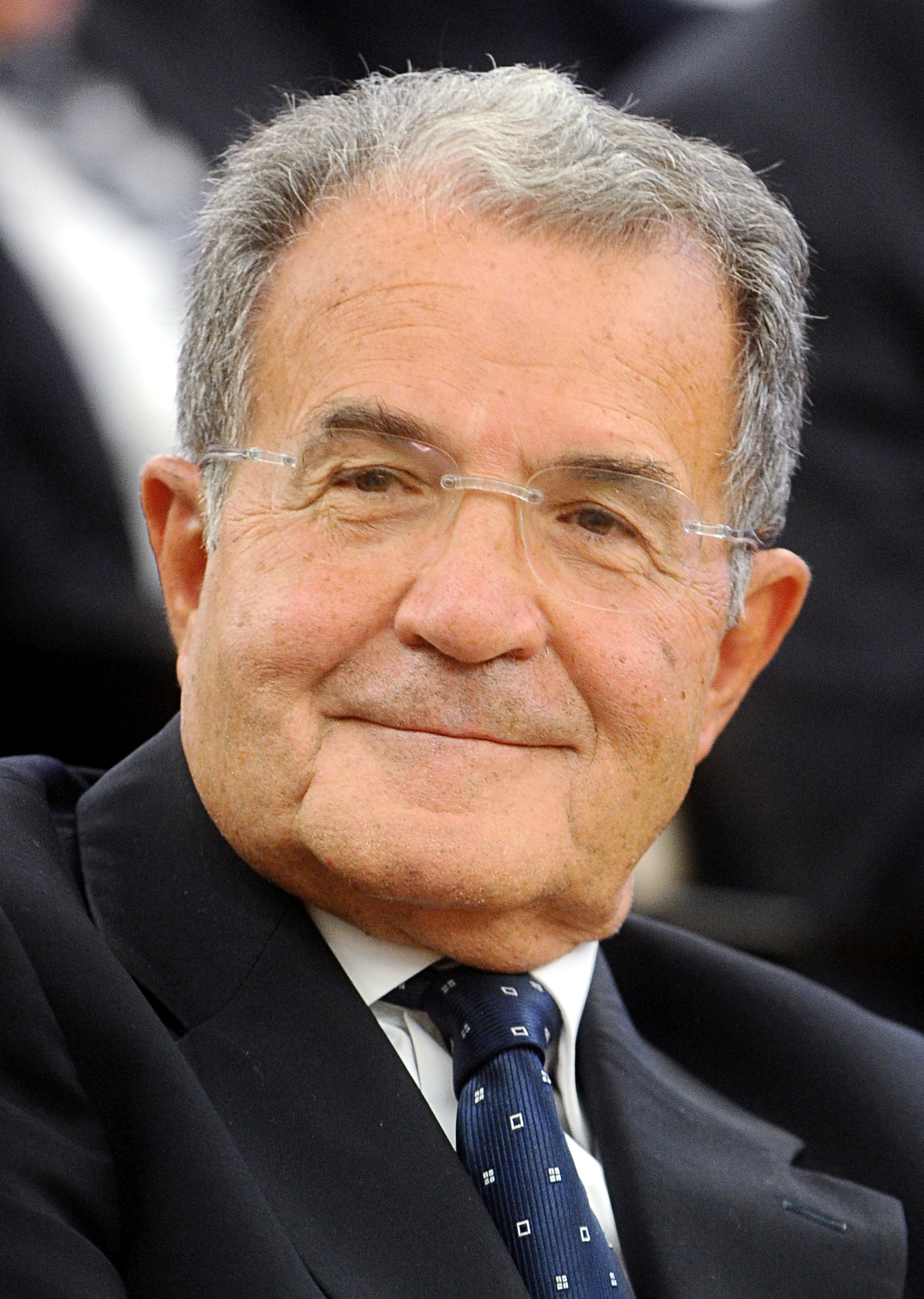
Romano Prodi, politician italian

- 1956: Nicolae Tilihoi, fotbalist român (d. 2018)
- 1957: Melanie Griffith, actriță americană
- 1960: Viorel Turcu, fotbalist român (d. 2020)
- 1963: Whitney Houston, cântăreață americană (d. 2012)
- 1964: Dumitru Stângaciu, fotbalist român
- 1968: Gillian Anderson, actriță americană
- 1968: Eric Bana, actor australian
- 1973: Filippo Inzaghi, fotbalist italian
- 1977: Mikaël Silvestre, fotbalist francez
- 1985: Anna Kendrick, actriță și cântăreață americană
- 1985: Dennis Marshall, fotbalist costarican (d. 2011)
- 1992: Marius Antonescu, rugbist român
- 1993: Rydel Lynch, cântăreață americană, membră a trupei R5
- 1994: King Von, rapper american (d. 2020)

## Decese
- 0378: Valens, împărat roman (n. 328)
- 0803: Irina Ateniana, împărăteasă bizantină (n. 752)
- 1250: Eric al IV-lea al Danemarcei (n. 1216)
- 1601: Mihai Viteazul, domnitor (n. 1558)
- 1744: Joseph Wamps, pictor francez (n. 1689)
- 1817: Leopold al III-lea, Duce de Anhalt-Dessau (n. 1740)
- 1854: Frederic Augustus al II-lea al Saxoniei (n. 1797)
- 1899: Sir Edward Frankland, chimist englez (n. 1825)
- 1906: Gerzson Ádám, scriitor și istoric literar maghiar (n. 1832)
- 1919: Ruggiero Leoncavallo, compozitor, pianist și dirijor italian (n. 1858)
- 1919: Ernst Haeckel, biolog german (n. 1834)
- 1938: Leo Frobenius, etnolog german (n. 1873)
- 1942: Edith Stein, gânditoare evreică (n. 1891)
- 1962: Hermann Hesse, scriitor german, laureat al Premiului Nobel pentru Literatură în 1946 (n. 1877)

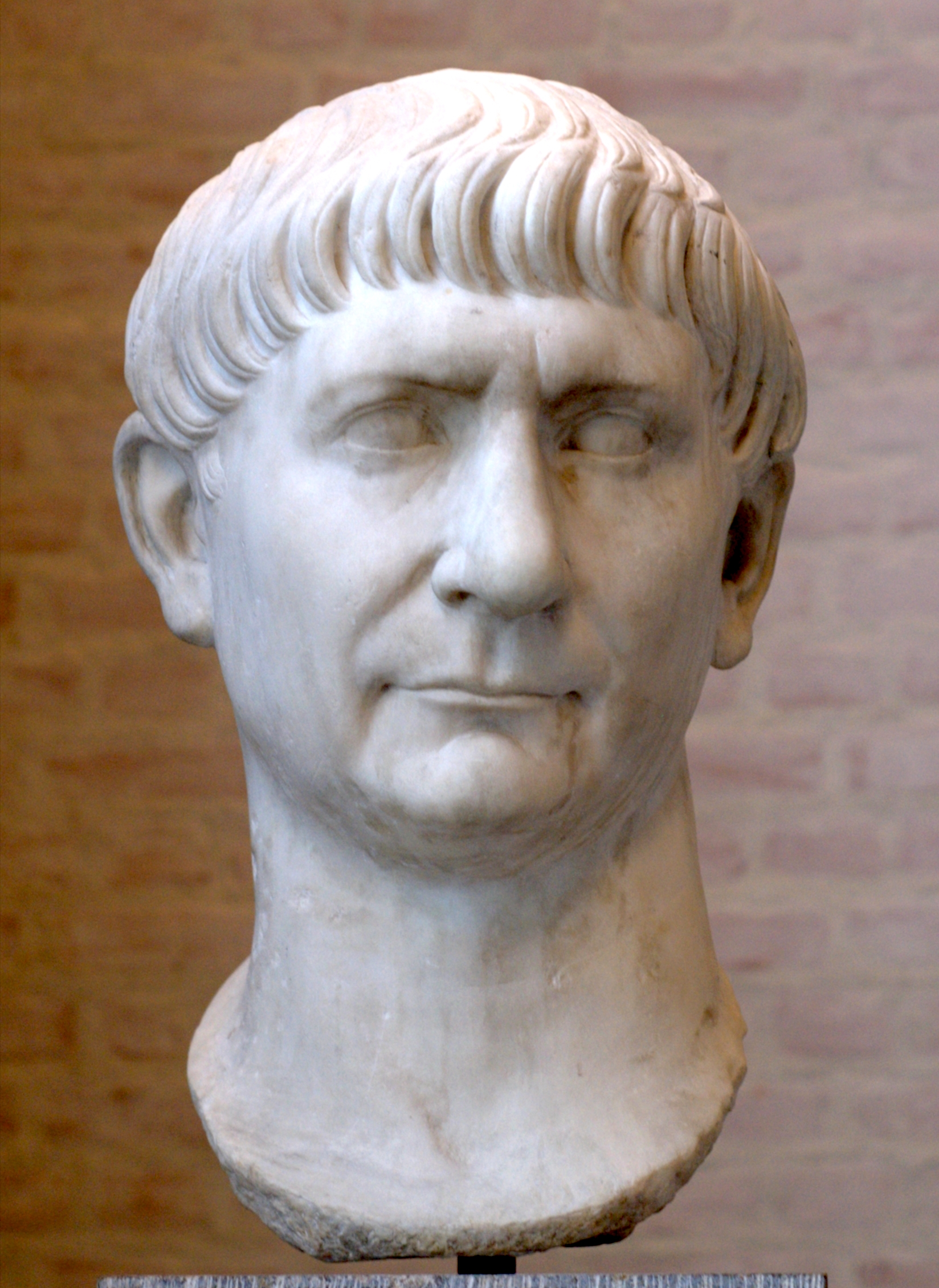
Traian, împărat roman
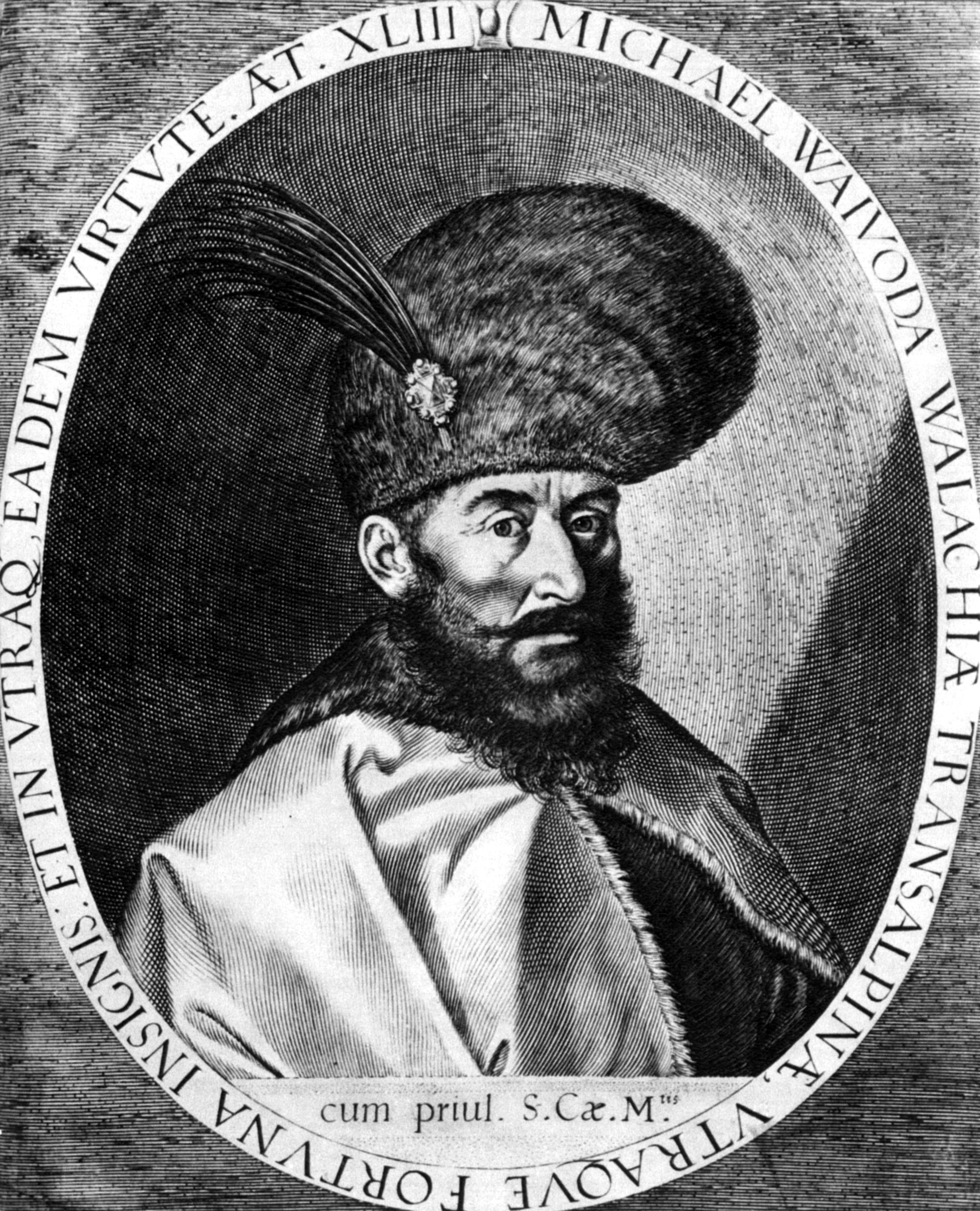
Mihai Viteazul, domnitor al celor trei provincii românești
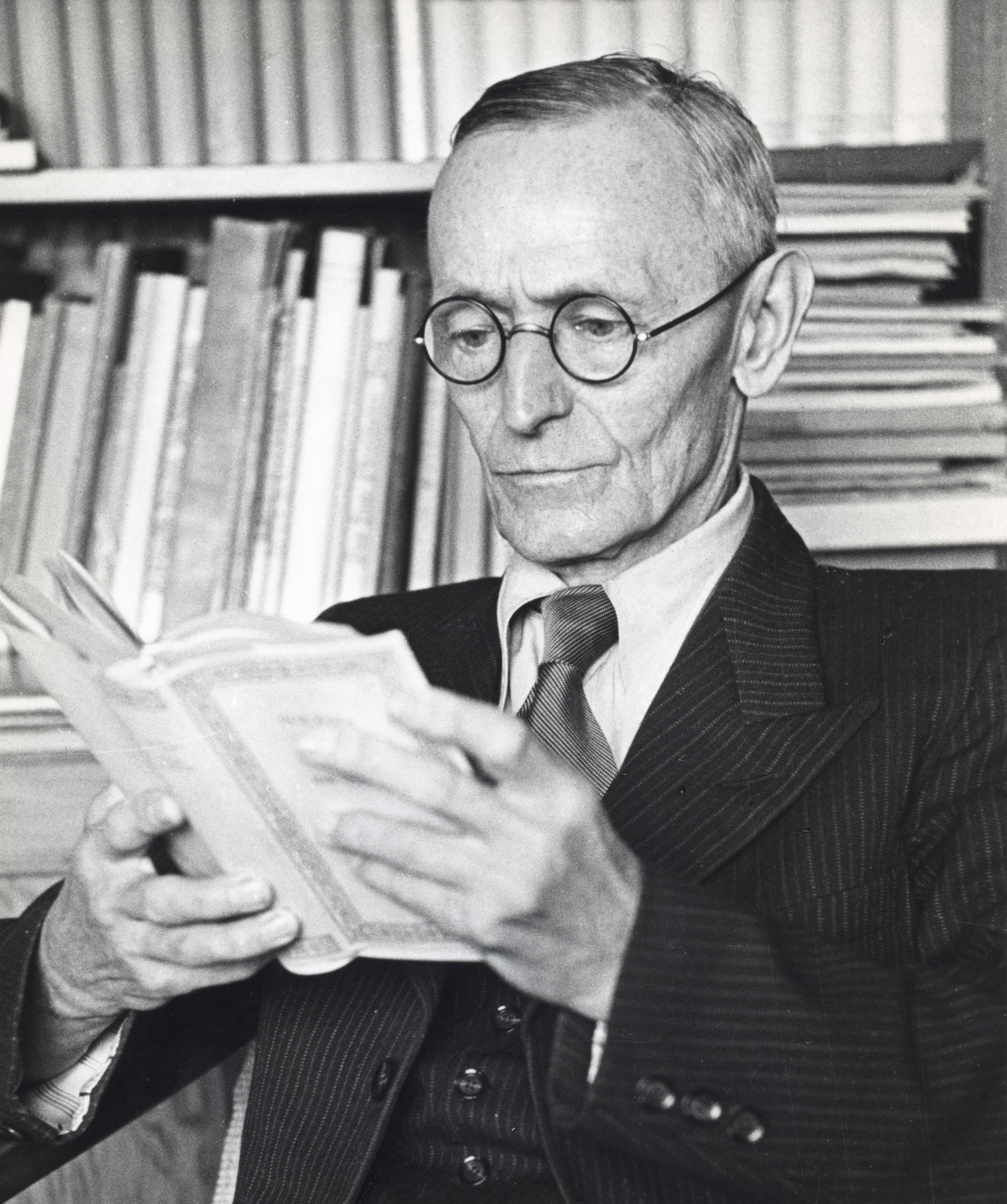
Hermann Hesse, scriitor german, laureat Nobel

- 1968: Friedrich Christian, Margraf de Meissen, Șeful Casei de Saxonia  (n. 1893)
- 1969: Sharon Tate, actriță americană, soția regizorului Roman Polanski  (n. 1943)
- 1969: Cecil Frank Powell, fizician englez, laureat al Premiul Nobel (n. 1903)
- 1969: Constantin I. Parhon, om de știință român, medic endocrinolog și neuropsihiatru, fondatorul școlii românești de endocrinologie (n. 1874)
- 1975: Dmitri Dmitrievici Șostakovici, compozitor și pianist rus (n. 1906)
- 1976: José Lezama Lima, romancier și poet cubanez (n. 1910)
- 1991: Cella Delavrancea, prozatoare, fiica lui Barbu Ștefănescu Delavrancea (n. 1887)
- 1993: Ion Vatamanu, poet, publicist și om politic din Republica Moldova (n. 1937)
- 2003: Jacques Deray, regizor de film francez (n. 1929)
- 2005: Gheorghe Coman, sculptor român (n. 1925)
- 2008: Mahmoud Darwish, poet și prozator palestinian (n. 1941)
- 2021: Serghei Adamovici Kovaliov, activist și politician rus (d. 1930)

## Sărbători
- Sf. Ap. Matia; Sf. 10 Mc. Mărt. pentru icoana lui Hristos; Sf. Mc. Antonin (calendar ortodox)
- Edith Stein; Zbigniew Strzałkowski (calendar romano-catolic)
- Singapore, independența față de Malaezia (1965)